# Nitosaurus
Nitosaurus es un género de sinápsidos pelicosaurios. Existió en lo que hoy es América del Norte desde el Carbonífero hasta el Pérmico.